# Henricia pertusa
Henricia pertusa is een zeester uit de familie Echinasteridae.
De wetenschappelijke naam van de soort werd in 1776 gepubliceerd door Otto Friedrich Müller.